# NN-167
La carretera NN‑167 es una vía departamental secundaria situada en el departamento de Managua. Conecta el poblado de Los Brasiles con la zona costera de Masachapa, facilitando el acceso desde áreas rurales hasta el litoral Pacífico.

## Trazado y cruces
| km  | Localidad / Punto | Departamento | Conexión / Ruta  |
| --- | ----------------- | ------------ | ---------------- |
| 0,0 | Los Brasiles      | Managua      | NN 166           |
| 1,2 | El Naranjo        | Managua      | Camino rural     |
| 2,5 | Masachapa         | Managua      | Vía a Montelimar |

## Coordenadas
Uno de los tramos de la NN‑167 puede ser encontrado en las coordenadas: 11°52′22″N 86°29′15″O / 11.8728, -86.4875